# 伊利耶夫卡农村居民点
伊利耶夫卡农村居民点（俄语：Ильевское сельское поселение）是俄罗斯联邦伏尔加格勒州卡拉奇区所属的一个农村居民点。其下辖有4个居民点，行政中心为伊利耶夫卡。据2016年统计，该农村居民点的人口为4182人。